# Johan Eric Westrell
Johan Eric Westrell, född 9 april 1785 i Häggeby socken, Uppsala län, död 19 september 1858 i Sorunda socken, Stockholms län, var en svensk amatörorgelbyggare och organist i Sorunda.

## Biografi
Föddes den 9 april 1785 i Häggeby socken, var son till klockaren Anders Westrell och hustrun Catharina Hägberg. Han är organist och klockare i Närtuna socken mellan 1811 och 1821. Westrell är organist och klockar i Sorunda socken mellan 1821 och 1835. Familjen flyttar 1835 till Torp i samma socken. Där han istället från 1835–cirka 1846 kommer arbeta som socken glasmästare. I husförhörslängden mellan 1846 och 1850 står han förs skriven som urmakare och sedan som byggmästare. Från ca 1850 är han sockenbyggmästare.

## Familj
- Gifte sig första gången 1812 med Ulrica Pehrsdotter, född 25 juli 1787 i Gottröra socken, död 16 september 1821.
  - Clara Lovisa, född 3 februari 1813 i Närtuna socken, död 22 februari 1813 i Närtuna socken.
  - Lovisa Regina, född 26 september 1814 i Närtuna socken.
  - Augustina Wilhelmina, född 6 januari 1817 i Närtuna socken.
  - Maria, född 26 mars 1819 i Närtuna socken, död 27 mars 1819 i Närtuna socken.
  - Johan Israel, född 25 juli 1820 i Närtuna socken, död 14 augusti 1820 i Närtuna socken.
- Gift andra gången 30 april 1822 i Sortuna med Sophia Ehrling, född 1 juni 1797 i Sigtuna, död 3 februari 1859 i Sorunda socken, Stockholms län.
  - Carl Wilhelm, född 8 januari 1823 i Sorunda socken.
  - Johan Theodor, född 22 januari 1825 i Sorunda socken.

## Gesäller
- 1820–1821 Anders Peter Molander (snickare utläringen)

## Orglar
- 1819 Haga kyrka (satta upp ett äldre positiv från Närtuna kyrka, flyttades senare till Hyltebruks kyrka)
- 1824 Sorunda kyrka (renovering)
- 1838 Vagnhärads kyrka (satte upp ett äldre orgelverk)